# UFC 81
UFC 81: Breaking Point（ユーエフシー・エイティワン：ブレイキング・ポイント）は、アメリカ合衆国の総合格闘技団体「UFC」の大会の一つ。2008年2月2日、ネバダ州ラスベガスのマンダレイ・ベイ・イベント・センターで開催された。
大会メインイベントでは、アントニオ・ホドリゴ・ノゲイラ対ティム・シルビアのUFC世界ヘビー級暫定王座決定戦が行われた。

## 大会概要
第8試合ではUFC初参戦の元WWEヘビー級王者ブロック・レスナーがフランク・ミアに敗れ、黒星デビューとなった。
元PRIDEヘビー級王者アントニオ・ホドリゴ・ノゲイラと元UFC世界ヘビー級王者ティム・シルビアによるメインイベントのUFC世界ヘビー級暫定王座決定戦では、ノゲイラがシルビアをフロントチョークで下し、UFC世界ヘビー級暫定王者となるとともに、史上初のUFC・PRIDE両団体での王座獲得となった。
第3試合に出場予定であったトマシュ・ドルヴァルが練習中の膝の怪我のため欠場し、代わってティム・ボッシュが出場。第6試合に出場が予定されていたアラン・ベルチャーは重度の気管支炎のため欠場となり、代わってロブ・ヤントが出場。第7試合に出場が予定されていたターレス・レイチは拳のケガのため欠場となり、代わってジェレミー・ホーンが出場した。
キャリア6戦全勝のロブ・ヤントがUFCデビュー。

## 試合結果

### プレリミナリィカード
第1試合 ライト級 5分3R
○  ロバート・エマーソン vs.  中村K太郎 ×
3R終了 判定2-1（30-27、29-28、30-27）
第2試合 ミドル級 5分3R
○  マービン・イーストマン vs.  テリー・マーティン ×
3R終了 判定3-0（30-27、29-28、30-27）
第3試合 ライトヘビー級 5分3R
○  ティム・ボッシュ vs.  デビッド・ヒース ×
1R 4:52 TKO（レフェリーストップ：パウンド）
第4試合 ウェルター級 5分3R
○  クリス・ライトル vs.  カイル・ブラッドリー ×
1R 0:33 TKO（レフェリーストップ：右フック→パウンド）

### メインカード
第5試合 ライト級 5分3R
○  タイソン・グリフィン vs.  グレイゾン・チバウ ×
3R終了 判定3-0（30-27、30-27、30-27）
第6試合 ミドル級 5分3R
○  ヒカルド・アルメイダ vs.  ロブ・ヤント ×
1R 1:08 フロントチョーク
第7試合 ミドル級 5分3R
○  ネイサン・マーコート vs.  ジェレミー・ホーン ×
2R 1:37 フロントチョーク
第8試合 ヘビー級 5分3R
○  フランク・ミア vs.  ブロック・レスナー ×
1R 1:30 膝十字固め
第9試合 UFC世界ヘビー級暫定王座決定戦 5分5R
○  アントニオ・ホドリゴ・ノゲイラ vs.  ティム・シルビア ×
3R 1:28 フロントチョーク
※ノゲイラが王座獲得に成功。

### 各賞
ファイト・オブ・ザ・ナイト：アントニオ・ホドリゴ・ノゲイラ vs. ティム・シルビア
ノックアウト・オブ・ザ・ナイト：クリス・ライトル
サブミッション・オブ・ザ・ナイト：フランク・ミア
各選手にはボーナスとして60,000ドルが支給された。